# إيفرت بانكر
إيفرت بانكر هو سياسي أمريكي، ولد في 24 يناير 1665 في ألباني في الولايات المتحدة، وتوفي في 1734 في غويدرلاند في الولايات المتحدة.